# High Ongar
High Ongar is een civil parish in het bestuurlijke gebied Epping Forest, in het Engelse graafschap Essex met 1255 inwoners.